# Dorothy Burney Richards
Dorothy Burney Richards, auch Dorothy Richards (* 7. April 1894 in Little Falls (City, New York); † 1. August 1985 in Beaversprite im Fulton County (New York)), war eine Naturschützerin, die sich auf Biber konzentrierte. Ihr Geburtstag, der 7. April, ist seit 2009 der Internationale Tag des Bibers. Sie selbst war schon zu Lebzeiten als Beaver Woman bekannt, nachdem sie bei der Town of Oppenheim ein Schutzgebiet für die Tiere gegründet hatte.

## Leben

### Herkunft, Ehe mit Allison Richards (bis 1963)
Dorothy war eines von drei Kindern von James G. Burney und seiner Frau Laura Crouse Burney. 1920 heiratete sie Allison  Richards, meist „Al“ genannt, einen Waldarbeiter. Zu Anfang der Weltwirtschaftskrise schlugen sie sich an verschiedenen Orten in New York durch, kehrten aber 1930 nach Little Falls zurück.

### Erste Biber,Beaversprite
Bald stellten sie ein heruntergekommenes Landhaus etwa 100 km westlich von Albany wieder her. 1935 wurden, nachdem Al bei der New Yorker Umweltbehörde nachgefragt hatte, die ersten Biber auf ihrem Land ausgesetzt. Die Tiere, die sich bald vermehrten, lebten am Littlesprite Creek auf dem Grundstück des Ehepaars. So entstand bald das von dem Paar betreute Schutzgebiet (sanctuary) für Biber, das die beiden Beaversprite nannten. Dorothy selbst wurde in der Presse bald als Beaver Woman bekannt, als „Biberfrau“.
Al besorgte sich bald einen Fotoapparat, Dorothy beschaffte sich möglichst viel wissenschaftliche Literatur zum Thema Biber, ebenso wie von Naturschützern und Schriftstellern wie Grey Owl, John Muir oder Henry David Thoreau, aber auch Konrad Lorenz. Zunächst beobachtete sie die Tiere mehrere Jahre lang und machte sich umfangreiche Notizen zu ihrem Verhalten. 1943 fragte sie bei der Umweltbehörde an, ob sie die Tiere auch in ihrem Haus halten dürfe. Da es den Zoos bis dahin nicht gelungen war, die Tiere dauerhaft am Leben zu halten, erhielt sie die Erlaubnis, in ihrem Haus ein Becken einzurichten, in dem Biber leben konnten.

### Fortsetzung des Projekts, Stiftung (1966),Defenders of Wildlife, Autobiographie (1977)
Al ging 1957 in Rente und starb 1963. Eigentlich wollte seine Frau die Biberhaltung danach aufgeben, zumal wenige Jahre später der letzte Biber starb. Doch zwei Waisen, die sie aufnahm, waren der Neubeginn. 1966 stiftete sie ihr Haus und ihr 735 Acre umfassendes Schutzgebiet dem Florence Waring Erdman Trust in Philadelphia. Dieser kaufte Land zum bestehenden Schutzgebiet hinzu, so dass es bald 1300 Acre umfasste, was etwas mehr als 5 km² entspricht. Allerdings war sie mit der Art und Weise des Managements nicht einverstanden.

Siegel der Stadt New York

1948 bis 1976 arbeitete Dorothy als Direktorin der Defenders of Wildlife, einer in Washington ansässigen Schutzorganisation für Wildtiere. Von 1976 bis zu ihrem Tod war sie Ehrendirektorin. 1975 erreichte sie ihr Ziel, den Biber zu einem der Wappentiere des Bundesstaates New York zu machen.
1977 schrieb sie eine Autobiographie zusammen mit Hope Sawyer Buyukmihci, der selbst ein Biberschutzgebiet in Vineland (New Jersey) initiiert hatte. Diese erschien sechs Jahre später in einer zweiten Auflage.

## Streit umBeaversprite, Gründung desBeaversprite Nature Center(ab 1996/2020)
Nach ihrem Tod – zwei Jahre später starb der letzte Biber in ihrem Haus – kam es zu gerichtlichen Auseinandersetzungen um ihr Erbe. Eine Gruppe, die Friends of Beaversprite, wandte sich gegen den Erdman Trust. 1988 riefen sie zum Boykott der dahinterstehenden Mellon Bank u. a. wegen Missmanagements auf. 1989 verklagten sie den verantwortlichen Manager Larry B. Watkins. Das Gericht entschied zugunsten der Friends of Beaversprite. Die Organisation heißt seit 1996 Beavers: Wetlands & Wildlife. 2020 erwarb der Zoo von Utica (New York) das Schutzgebiet und benannte es in Beaversprite Nature Center um.

## Autobiographie
- Dorothy Richards, Hope Sawyer Buyukmihci: Beaversprite. My years building an animal sanctuary, Chronicle Books, San Francisco 1977; 2. Aufl., Heart of the Lakes, Interlaken 1983.

## Belege
1. ↑  International Beaver Day, Beavers: Wetlands & Wildlife.
2. ↑  Vielleicht 1946 erstmals so genannt im Bulletin of the Garden Club of America, S. 77.
3. ↑  Hope Ryden: Let's hear it for the eager beaver, in: The New York Times, 15. Dezember 1974.
4. ↑  Elisabeth Bumiller: Official State Animal, It Seems, Is an Annoying Overachiever, in: The New York Times, 3. September 1996.
5. ↑  Gary Rosenberger: Mismanagement Alleged to Have Left ‘Beaver Woman’ Legacy in Ruins, in: Los Angeles Times, 2. April 1989.
6. ↑  Website.
7. ↑  Utica Zoo acquires Beaversprite wildlife sanctuary, Utica chamber of commerce.

| Personendaten    | Personendaten                                                                     |
| ---------------- | --------------------------------------------------------------------------------- |
| NAME             | Burney Richards, Dorothy                                                          |
| KURZBESCHREIBUNG | US-amerikanische Verhaltensforscherin, Umweltschützerin, Gründerin einer Stiftung |
| GEBURTSDATUM     | 7. April 1894                                                                     |
| GEBURTSORT       | Little Falls (City, New York)                                                     |
| STERBEDATUM      | 1. August 1985                                                                    |
| STERBEORT        | Beaversprite, Fulton County (New York)                                            |